# 岐阜県道181号岐阜那加線
岐阜県道181号岐阜那加線（ぎふけんどう181ごう ぎふなかせん）とは岐阜県岐阜市と各務原市を結ぶ一般道（岐阜県道）である。

## 概要
1994年（平成6年）までの名称は、「岐阜川島線」であった。各務原市那加緑町から各務原市川島渡町（当時の羽島郡川島町渡町）まで（未開通区間を含む）は、岐阜県道93号川島三輪線に組み込まれている。

### 路線データ
- 起点：岐阜市城東通1丁目（岐阜県道1号岐阜南濃線交点）
- 終点：各務原市那加緑町4丁目（国道21号交点、岐阜県道93号川島三輪線交点）

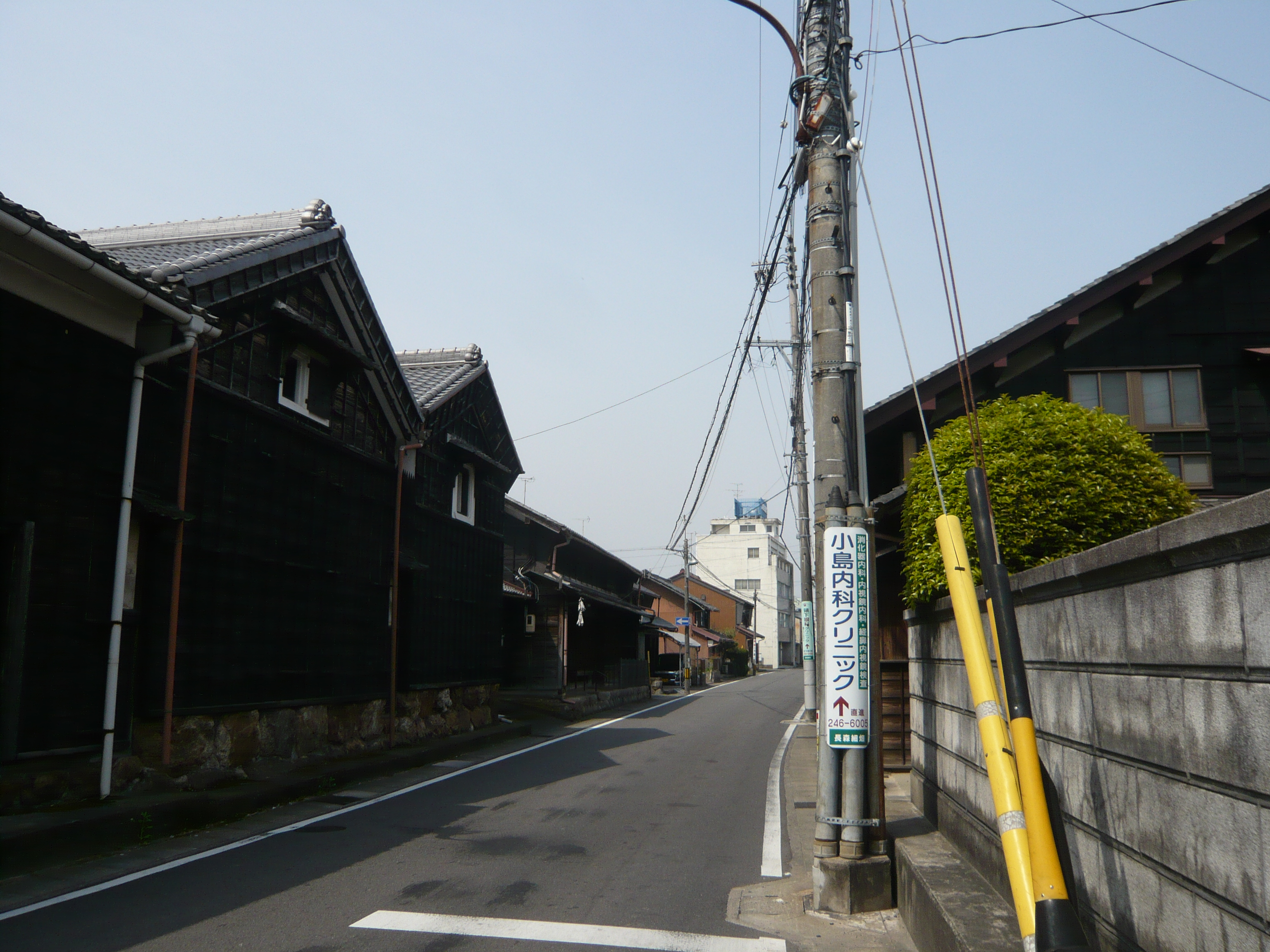
岐阜市長森細畑。旧中山道である。

## 重複区間
- 岐阜県道77号岐阜環状線（岐阜市蔵前・岐阜市高田 間）

## 地理
- ほぼ全線が旧中山道である。起点から約100mの交差点から旧中山道になる。起点付近は加納宿の東端にあたる。
- 旧中山道ということもあり、古い町並みが残る。道幅は狭く、1.5車線区間が殆どである。
  - 旧中山道の区間：岐阜市加納八幡町・各務原市那加西浦町 間

### 通過する自治体
- 岐阜県
  - 岐阜市
  - 各務原市

### 主な接続道路
- 岐阜県道1号岐阜南濃線（岐阜市 城東通1交差点）
- 国道156号（岐阜市 長森細畑交差点）
- 岐阜県道77号岐阜環状線（岐阜市蔵前、岐阜市 高田3交差点）
- 国道21号・岐阜県道93号川島三輪線（各務原市 緑町4交差点）

### 沿線
- 加納八幡神社
- 茶所駅
- いりのと緑地（いりのと公園）
- 手力雄神社二の鳥居
- 高田橋駅
- イオンモール各務原

## 別名
- 旧中山道（岐阜市、各務原市）
- 切通り（岐阜市）